# Hyolitha

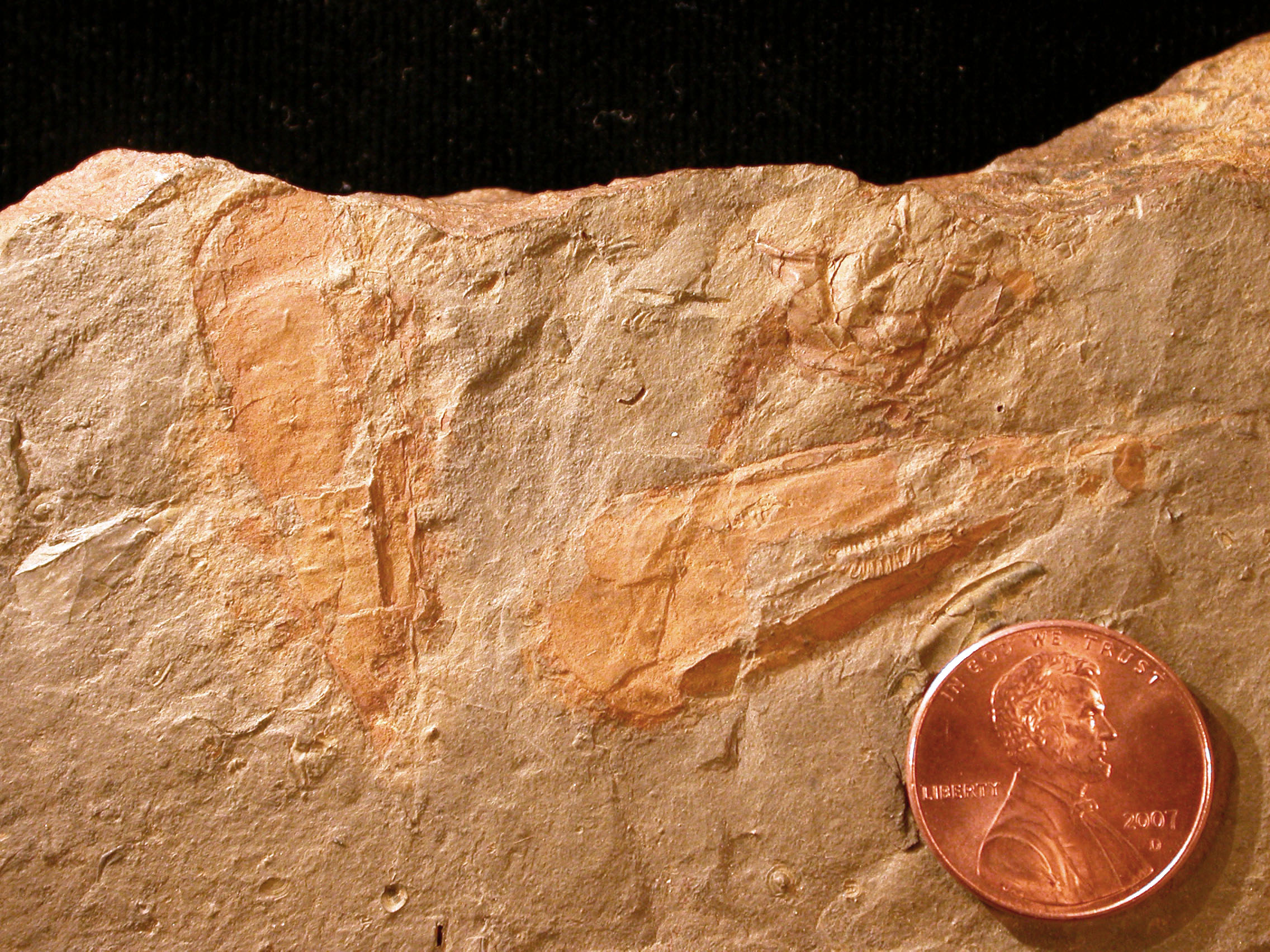
Fósiles de Hyolithes cerops

Los hiolitos (Hyolitha) son una clase de pequeños animales lofoforados de concha  con forma cónica que vivieron en la era Paleozoica. Sus fósiles se encuentran desde el inicio del Cámbrico hasta el final del Pérmico, aunque son poco abundantes a partir del Ordovícico. Durante mucho tiempo fueron considerados moluscos o afines a ellos.

## Morfología
Las conchas calcáreas, probablemente aragoníticas, son cónicas, de sección triangular o semicircular y normalmente aplanadas en la zona ventral. Poseían una cubierta u opérculo, normalmente articulado. Los hiolítidos poseían además dos varillas curvadas, conocidas como helenos, que se interpretan como estructuras de soporte para elevar la concha por encima del sustrato. La mayoría medían de uno a cuatro centímetros de longitud, aunque alguna especie llegó a alcanzar los 40 centímetros. Las conchas podían estar ornamentadas con pliegues longitudinales o presentar líneas de crecimiento.
En algunos fósiles de las Lutitas de Burgess, que conservan impresiones de partes blandas, se ha podido observar que poseían un lofóforo extensible con tentáculos, similares a los de las larvas de los braquiópodos, usado como órgano de alimentación, y un estómago largo en forma de U.

## Taxonomía
La posición taxonómica de los hiolitos ha sido siempre incierta, hasta que en 2017 se ha podido determinar su inclusión en Lophophorata, grupo que incluye a los braquiópodos, foronideos y briozoos gracias al estudio de ejemplares que conservan impresiones de tejidos blandos y se ha podido estudiar el lofóforo.

## Paleoecología
Tenían hábitos solitarios, epibentónicos semi-sésiles, es decir vivían sobre el sustrato del fondo marino con movilidad muy reducida, y eran suspensívoros, se alimentaban de partículas en suspensión en el agua que atrapaban con los tentáculos del lofóforo.